# The Rockafeller Skank
The Rockafeller Skank is een nummer van de Britse dj en producer Fatboy Slim. Het is de eerste single van zijn tweede studioalbum You've Come a Long Way, Baby uit 1998. Op 8 juni dat jaarcwerd het nummer op single uitgebracht.

## Achtergrond
In het nummer wordt de regel "Right about now, the funk soul brother / Check it out now, the funk soul brother", voortdurend herhaald. Deze regel is gesampled uit het nummer "Vinyl Dog Vibe" van de rapgroep Vinyl Dogs. "The Rockafeller Skank" werd een wereldhit en betekende in een aantal landen de doorbraak voor Fatboy Slim, hoewel hij een paar maanden eerder in sommige andere landen al een hit had gescoord met zijn remix van "Brimful of Asha" van Cornershop. "The Rockafeller Skank" was in thuisland het Verenigd Koninkrijk goed voor een 6e positie in de UK Singles Chart. 
In Nederland behaalde de single géén notering in de Nederlandse Top 40 op destijds Radio 538, maar bleef steken op een 3e positie in de Tipparade. Wél bereikte de single een 45e positie in de publieke hitlijst; toentertijd de Mega Top 100 op Radio 3FM.
In België werd géén notering behaald in zowel de Vlaamse Ultratop 50 als de Vlaamse Radio 2 Top 30 en de Waalse Ultratop 50. De single bleef steken op een 5e positie in de Vlaanse "Ultratip". 
De single werd wel een grote radiohit in Nederland en België (Vlaanderen).

## Trivia
De single maakt onderdeel uit van de soundtrack van het computerspel voor de pc (Microsoft Windows), de Sony (PlayStation) en de Game Boy Color: FIFA 2000.